# رالینز لوندز
رالینز لوندز (Rawlins Lowndes) (زادهٔ ۶ ژانویه ۱۷۲۱- درگذشتهٔ ۲۴ اوت ۱۸۰۰)، وکیل، مزرعه‌دار و سیاستمدار آمریکایی بود که پس از ورودش به مجلس قانون‌گذاری کارولینای جنوبی، اگرچه مخالف استقلال از بریتانیای کبیر بود اما درگیر مسائل میهن‌پرستی شد. لوندز در طول جنگ انقلاب آمریکا به عنوان فرماندار کارولینای جنوبی خدمت کرد و پس از جنگ با تصویب قانون اساسی ایالات متحده در استان خود، مخالفت کرد، زیرا تجارت برده در اقیانوس‌اطلس را محدود می‌کرد. لوندز همچنین پیش از مرگش به عنوان قانون‌گذار و شهردار چارلستون خدمت کرد. دو تن از پسرانش؛ توماس و ویلیام لوندز در کنگرهٔ ایالات متحده آمریکا خدمت کردند.

## اوایل زندگی و خانواده
لوندز در جزیره‌ای در سنت کیتس در هند غربی بریتانیا در ژانویه ۱۷۲۱ به‌دنیا آمد. او سومین پسر تاجر بریتانیایی چارلز لوندز (درگذشتهٔ ۱۷۳۶) و همسرش، روث رالینز سابق (درگذشتهٔ ۱۷۶۳: از یک خانواده مهم محلی) بود. پدرش در ۱۷۳۱ از مجلس قانون‌گذاری سنت کیتز استعفا داد و همراه با خانوادهٔ جوان و بردگان خود به چارلستون، کارولینای جنوبی نقل مکان کرد. با این حال، او پنج سال بعد، به دلیل پریشان‌حالی از سرمایه‌گذاری ناموفق، دست به خودکشی زد. پسر بزرگ‌تر او، ویلیام لوندز، همراه با مادر بیوه خود به سنت کیتز بازگشت و در ۱۷۳۹ ازدواج کرد و مانند دیگر خویشاوندان مادری خود به یک قانون‌گذار محلی تبدیل شد. پسران جوان چارلز در کارولینای جنوبی ماندند و تحت مراقبت رابرت حال، پروست مارشال (کلانتر محلی) قرار گرفتند. پسر بزرگ‌تر، چارلز لوندز که ۱۷ ساله بود پس از اتمام تحصیلات خود تحت مدیریت هال به یک کشاورز در شهرستان کالتون کارولینای جنوبی تبدیل شد. او همچنین ازدواج کرد و مدت کوتاهی پیش از مرگش در سال ۱۷۶۳به عنوان مارشال پروست (پس از برادر کوچک‌ترش رولینز همان‌طور که پایین‌تر به آن اشاره می‌شود) خدمت کرد. هال، رالینز را به عنوان وکیل آموزش داد و زمانی که مارشال پروست در ۱۷۴۰ درگذشت، کانون وکلای محلی تنها یک جانشین موقت برای نام‌گذاری توصیه کرد تا زمانی که رالینز پس از دو سال به سن قانونی رسید، بتواند به عنوان مارشال پروست، جانشین دائمی هال شود. در ۱۷۲۵ هیچ جایگاهی توسط مالکان کارولینا به عمویش توماس لوندز از وستمینیستر، وارثان و مأموران اعطا نشد و زمانی که تاج پادشاهی به مالک درستش رسید، این اعطا تمدید شد، اگرچه توماس لوندز هیچگاه انگلستان را ترک نکرد اما آن را به دیگران واگذار کرد.

## حرفه
پس از رسیدن به سن قانونی ۲۱ سالگی، لوندز به سمت پروست مارشال کارولینای جنوبی منصوب شد. او به مدت ده سال از ۱۷۴۲ تا ۱۷۵۲ در این سمت خدمت کرد. موفقیت او به عنوان یک وکیل و همچنین ازدواج مطلوب او، او را به‌دست آوردن مزارع بزرگ در اشلی، کومباهی و سنت ریورز که با استفاده از بردگان که در آنجا کشاورزی می‌کرد، سوق داد.
لوندز پس از استعفا از سمت مارشال پروست با پیروزی در انتخابات، به مجلس سلطنتی، مجلس قانون‌گذاری استعماری راه پیدا کرد و به عنوان رئیس آن و نیز «قاضی حد نصاب» برگزیده شد، با قدرتی که به دست آورد دستور داد تا چاپگری که به دستور فرماندار و شورا زندانی شده بود، آزاد شود. با این حال، لوندز با دریافت انتصاب سلطنتی به عنوان قاضی وابسته برای مستعمره، از سمت قانون‌گذاری خود در ۱۷۶۶ استعفا داد. در آن موقعیت، او قانون تمبر را خلاف قانون، بر ضد حقوق مشترک در نتیجه غیرقابل اجرا در دادگاه خود اعلام کرد. این امر موجب نارضایتی قاضی ارشد مستعمره، گوردون، شد. کسی که اتهاماتی را علیه لوندز به فرماندار و شورا، نسبت داد. اما لوندز به اتفاق آرا تبرئه شد. با این وجود، فرماندار با دریافت نامه‌ای از دادستان کل سیمپسون (کسی که پس از مدتی کوتاهی پس از آن به انگلستان بازگشت) در اوایل ۱۷۷۵ لوندز را از سمت قضایی خود برکنار کرد. با این حال، با گذشت مدت کوتاهی پس از آن، زمانی که قاضی گوردون به جامائیکا منتقل شد، لوندز به سمت قاضی ارشد کارولینای جنوبی منصوب شد.
لوندز در طول خدمتش به عنوان رهبر سیاسی کارولینای جنوبی به نیرویی راهبردی در دولت انقلابی کارولینای جنوبی تبدیل شد. در ژوئن ۱۷۷۵ کنگرهٔ استانی، لوندز را همراه با هنری لورنز، چارلز پینکنی و ده تن دیگر به سمت کمیتهٔ امنیتی، منصوب کرد. در سپتامبر ۱۷۷۵ آخرین فرماندار سلطنتی، لرد ویلیام کمبل، پس از امتناع از به رسمیت شناختن کنگره استانی که شش ماه بعد در مارس ۱۷۷۶ استقلال مستعمره را اعلام کرد، با یک کشتی جنگی در لنگرگاه فرار کرد. در آن زمان، جان راتلج رئیس مجلس سنا بود و لوندز به عضویت شورای قانون‌گذاری درآمد.
لوندز عضو اولین و دومین کنگرهٔ استانی، اولین و دومین مجلس عمومی و اولین و دومین کمیته امنیتی کارولینای جنوبی شد. در ۱۷۷۶، لوندز یکی از یازده عضو کمیته‌ای بود که مسئولیت نوشتن پیش‌نویس قانون اساسی برای کارولینای جنوبی را برعهده داشت.
علی‌رغم درگیری او در به چالش کشیدن اقدامات سختگیرانهٔ بریتانیا که منجر به انقلاب آمریکا شد، لوندز مخالف شورش مسلحانه و استقلال از بریتانیا بود.
در۷ مارس ۱۷۷۸ مجمع عمومی کارولینای جنوبی، لوندز را به سمت رئیس‌جمهوری کارولینای جنوبی منصوب کرد. او جانشین جان راتلج شد (و بعدها جان راتلج نیز جانشین او شد). لوندز علی‌رغم رأی مخالف پیشین راتلج، در ۱۹ مارس ۱۷۷۸ تغییرات عمده‌ای در قانون اساسی استان، ایجاد کرد. در ابتدا عنوان مدیر اجرایی کارولینای جنوبی را از «رئیس‌جمهور» به «فرماندار» تغییر داد. در تغییرات دیگر اساسی، اختیار فرماندار برای حق رد قوانین را حذف کرد، سنای منتخب رأی مردمی را ایجاد کرد و کلیسای انگلستان در کارولینای جنوبی را منحل کرد. در این دوره زمانی، درگیری به کارولینای جنوبی رسیده بود (و مزارع لوندز مورد هجوم قرار گرفته بودند به گونه‌ای که یک بار که همهٔ اسب‌هایش را برده بودند، او مجبور شد گاو نر به کالسکهٔ خود ببندد). لوندز با ژنرال بنجامین لینکلن همکاری کرد و همچنین دستور تحریم عمومی بنادر مستعمرهٔ سابق را با ممنوعیت خروج هر کشتی، صادر کرد.
پس از خدمت به عنوان رئیس کارولینای جنوبی، لوندز توسط بخش سن بارتولومه (که قبلاً در مجلس پائین‌تر نمایندگی می‌کرد) به سنای کارولینای جنوبی راه یافت، سپس با پیروزی درانتخابات دورهٔ اول و همچنین انتخابات مجدد در ۱۷۸۷ به نمایندگی از چارلستون (نواحی سن فیلیپ و سن مایکل) تا ۱۷۹۰ که با انتقال پایتخت به کلمبیا تصمیم گرفت، مجدد در انتخابات شرکت نکند، به عنوان نمایندهٔ منتخب در مجلس نمایندگان حضور داشت. لوندز در ۱۷۸۸ به عنوان نماینده مجلس به شدت با پیشنهاد پذیرش قانون اساسی فدرال مخالفت کرد. او چهار بار در سه روز مناظره، به ویژه در مخالفت دربارهٔ بندهایی که با تنظیم تجارت، به کنگره قدرت می‌داد و همچنین محدودکردن تجارت برده پس از ۱۸۰۸ و تمرکز قدرت برای دولت فدرال، صحبت کرد. با این حال او از شرکت در انتخابات مجمع دولتی که دربارهٔ قانون اساسی فدرال که با ۱۴۰ رأی موافق و ۷۳ رأی مخالف به تصویب رسیده بود، مناظره می‌کرد، خودداری نمود. در طول همان دورهٔ زمانی، لوندز از سپتامبر ۱۷۸۸ تا سپتامبر ۱۷۸۹، مدیر (شهردار) چارلستون شد.

## زندگی شخصی
رالینز لوندز سه بار ازدواج کرد. اولین ازدواج او در ۱۵ اوت ۱۷۴۸ با آمارینتیهیا الیوت، دختر توماس الیوت از مزرعه رانتولس در استونو ریور بود که در ژانویه ۱۷۵۰ درگذشت. ازدواج بعدی لوندز در ۲۳ دسامبر ۱۷۵۱ با مری کارتوایت از چارلستون بود، آن‌ها از این ازدواج صاحب ده فرزند شدند که چندین تن از آنان در سن کودکی از دنیا رفتند. پسران او توماس (زادهٔ ۱۷۶۶) و ویلیام (زادهٔ ۱۷۸۲) هر دو حرفهٔ پدر خود را به عنوان وکیل، قانون‌گذار و کشاورز ادامه دادند. سه تن از دخترانش در زمان حیات ازدواج کردند و دو تن از آنان صاحب فرزند شدند: آمارینسا لوندز سندرز شامپنی، هریت لوندز براون و سارا-روث لوندز براون. آخرین ازدواج او با سارا جونز، مادر ویلیام جونز لوندز، بود؛ بیوه‌ای که تنها چند ماه با همسرش زندگی کرد و در تصادف کالسکه‌ای که همراه پسرش بود، جان خود را از دست داد اما پسرش زنده ماند.

## وفات و میراث
لوندز در۲۴ اوت ۱۸۰۰ در چارلستون، کارولینای جنوبی فوت کرد و در گورستان سنت فیلیپ به خاک سپرده شد.